# Слободищенское сельское поселение
Слободи́щенское сельское поселение — муниципальное образование в южной части Дятьковского района Брянской области. Центр — село Слободище.
Образовано в результате проведения муниципальной реформы в 2005 году, путём преобразования дореформенного Слободищенского сельсовета.

## Население
| 2010  | 2011  | 2012  | 2013  | 2014  | 2015  | 2016  | 2017  | 2018  |
| ----- | ----- | ----- | ----- | ----- | ----- | ----- | ----- | ----- |
| 2460  | ↗2491 | ↗2535 | ↗2589 | ↘2588 | ↗2623 | ↘2621 | ↗2623 | ↘2595 |
| 2019  | 2020  | 2021  |       |       |       |       |       |       |
| ↘2543 | ↘2511 | ↘2056 |       |       |       |       |       |       |

## Населённые пункты
| № | Населённый пункт | Тип     | Население |
| - | ---------------- | ------- | --------- |
| 1 | Денисовка        | деревня | ↘2        |
| 2 | Колядчино        | деревня | ↗122      |
| 3 | Слободище        | село    | ↗2087     |
| 4 | Чернятичи        | деревня | ↘293      |
| 5 | Щученка          | деревня | ↗85       |